# Tropicanus costomaculatus
Tropicanus costomaculatus är en insektsart som beskrevs av Van Duzee 1894. Tropicanus costomaculatus ingår i släktet Tropicanus och familjen dvärgstritar. Inga underarter finns listade i Catalogue of Life.